# Śluza Brdyujście
 Śluza Brdyujście – śluza na rzece Brdzie w Bydgoszczy.
Stanowi jedną z budowli hydrotechnicznych Hydrowęzła Czersko Polskie zarządzanego przez Regionalny Zarząd Gospodarki Wodnej w Gdańsku. Do 1999 r. była pierwszą śluzą na drodze wodnej Wisła-Odra, po czym została wyłączona z eksploatacji.

## Lokalizacja
Śluza znajduje się w północnej części toru regatowego w Bydgoszczy, u wylotu ul. Łowickiej. Znajduje się w odległości 1,03 km od początku drogi wodnej Wisła-Odra. Jest najdalej na północ wysuniętym obiektem stopnia wodnego Czersko Polskie.

## Historia
Śluza została oddano do użytku w 1879 r. podczas kanalizacji odcinka Brdy w obrębie Bydgoszczy. Budowniczym było prywatne towarzystwo akcyjne Bromberger-Hafen-Actien-Gesellschaft, które zawarło umowę z rządem pruskim. Odcinek ten uruchomiono dla żeglugi 30 kwietnia 1879 r. W 1903 roku wprowadzono elektryczną obsługę urządzeń śluzowych. Na wrotach dolnych urządzono most obrotowy, który uchylano w razie wpływania parowców o wysokich kominach, które mogły zahaczyć o spód konstrukcji mostu.
Wraz ze śluzą powstał dom śluzowego, zbudowany z czerwonej cegły z elementami czarnej licówki i ozdobiony wieloma detalami architektonicznymi.
Z eksploatacji śluza została wyłączona w 2002 r. po wybudowaniu nowej śluzy Czersko Polskie poprzez założenie szandorów w głowie górnej. W 2014 roku rozpoczęto remont kapitalny śluzy, którego koszt oszacowano na 6 mln zł. Ostatecznie remont zakończono jesienią 2015 r., koszt wyniósł 7,1 mln zł. Śluza została całkowicie uszczelniona, ściany wymurowano na nowo, wyremontowano wszystkie elementy techniczne i przywrócono obiekt do pełnej sprawności technicznej oraz pierwotnego wyglądu. Stanowi zabytek hydrotechniki i zarazem może być używana jako śluza rezerwowa oraz przeznaczona dla ruchu turystycznego.
W 2017 dokonano nielegalnej rozbiórki znajdującego się nieopodal śluzy budynku dawnej restauracji przy ul. Witebskiej 30, wpisanego do gminnej ewidencji zabytków.

## Charakterystyka
Jest to pojedyncza śluza komorowa o rzadko spotykanej podwójnej szerokości komory (18 m), jedyna taka w Polsce. Komora oraz głowy śluzy są wykonane z muru ceglanego. Dno jest brukowane, progi z betonu, ściany pokryte cegłą klinkierową. Posiada zamknięcia górne i dolne w postaci wrót stalowych, wspornych, dwuskrzydłowych, położonych z uwagi na szerokość komory asymetrycznie (dolne wrota są przy lewej ścianie komory, górne przy prawej). Śluza umożliwia obniżenie poziomu wody w komorze o 2,3 m. Nad wrotami dolnymi znajduje się obrotowy przejazd dla pojazdów i pieszych, który w okresie zamknięcia śluzy (2002 - 2015) był unieruchomiony, w trakcie remontu przywrócono jego sprawność.
W 2014 roku zarządcą śluzy Brdyujście był Regionalny Zarząd Gospodarki Wodnej w Gdańsku, Zarząd Zlewni Wisły Kujawskiej w Toruniu. Obiektami na miejscu zarządza Nadzór Wodny w Bydgoszczy mający swoją siedzibę na terenie stopnia Czersko Polskie.
Śluza jest sprawna technicznie, a jej użytkowanie dałoby w przypadku śluzowania jednostek turystycznych  znaczne oszczędności wody (ma komorę dużo mniejszą niż położona obok śluza Czersko Polskie). Mimo to PGW "Wody Polskie" nie chce jej uruchomić.

## Galeria

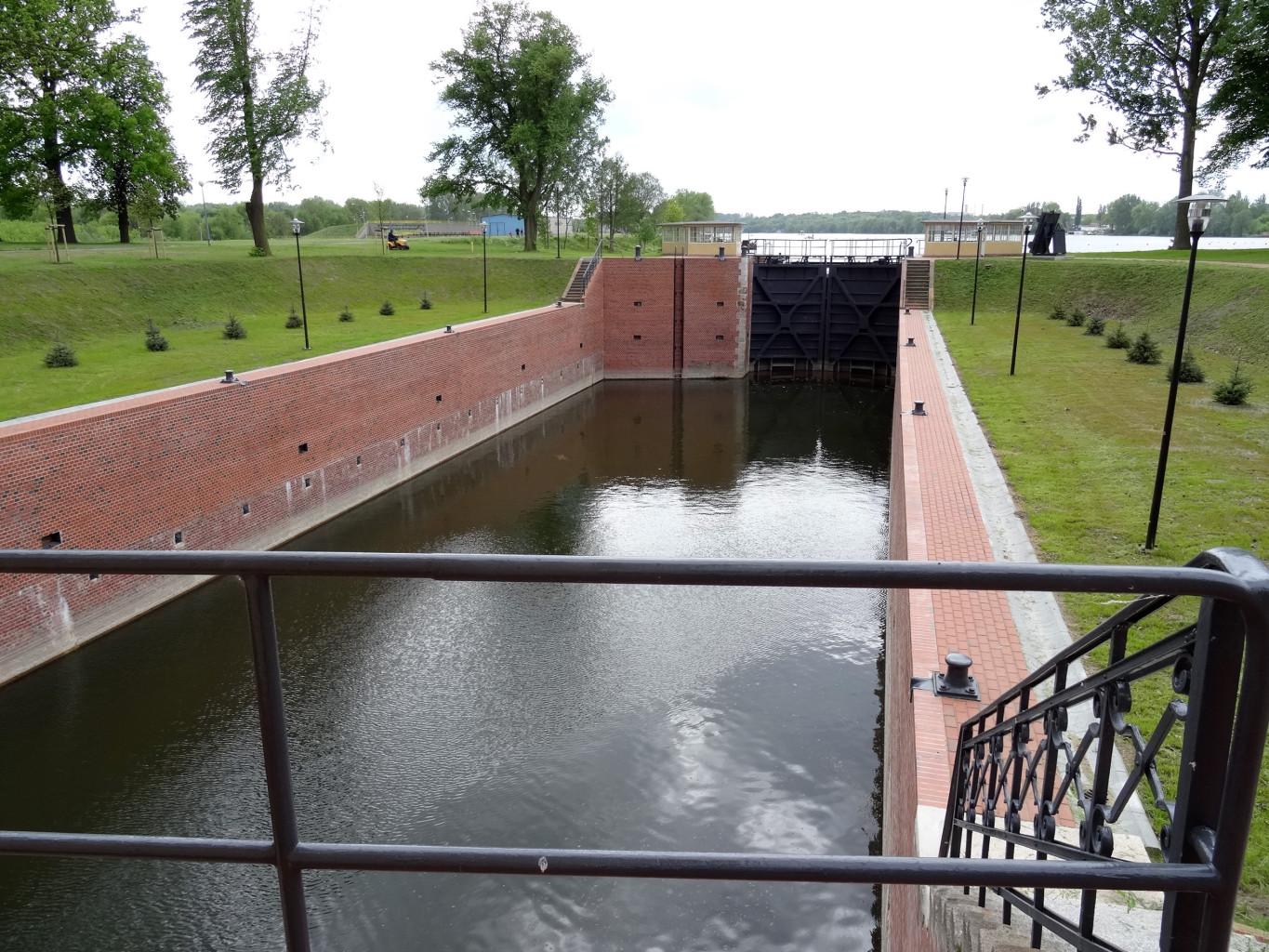
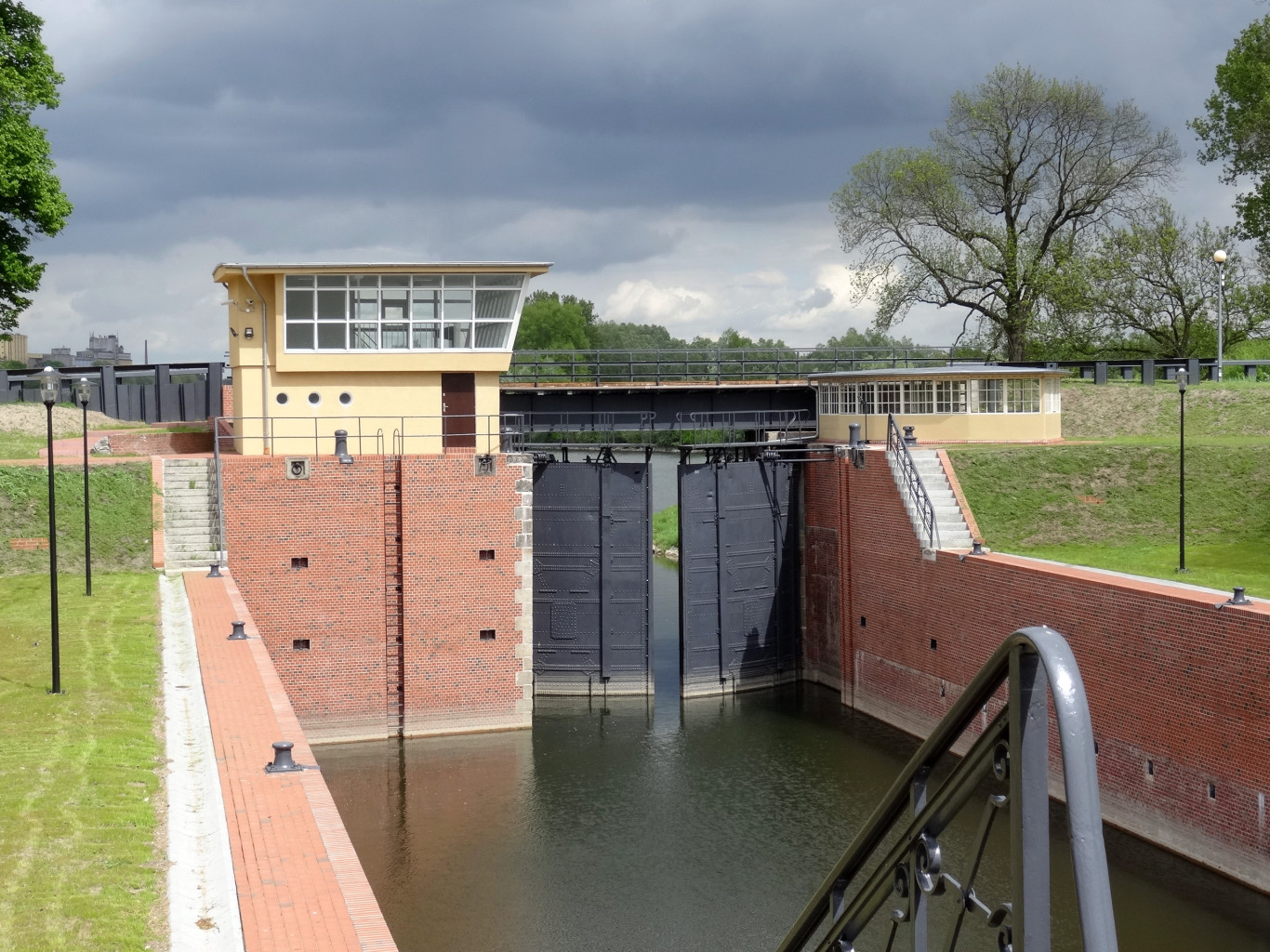
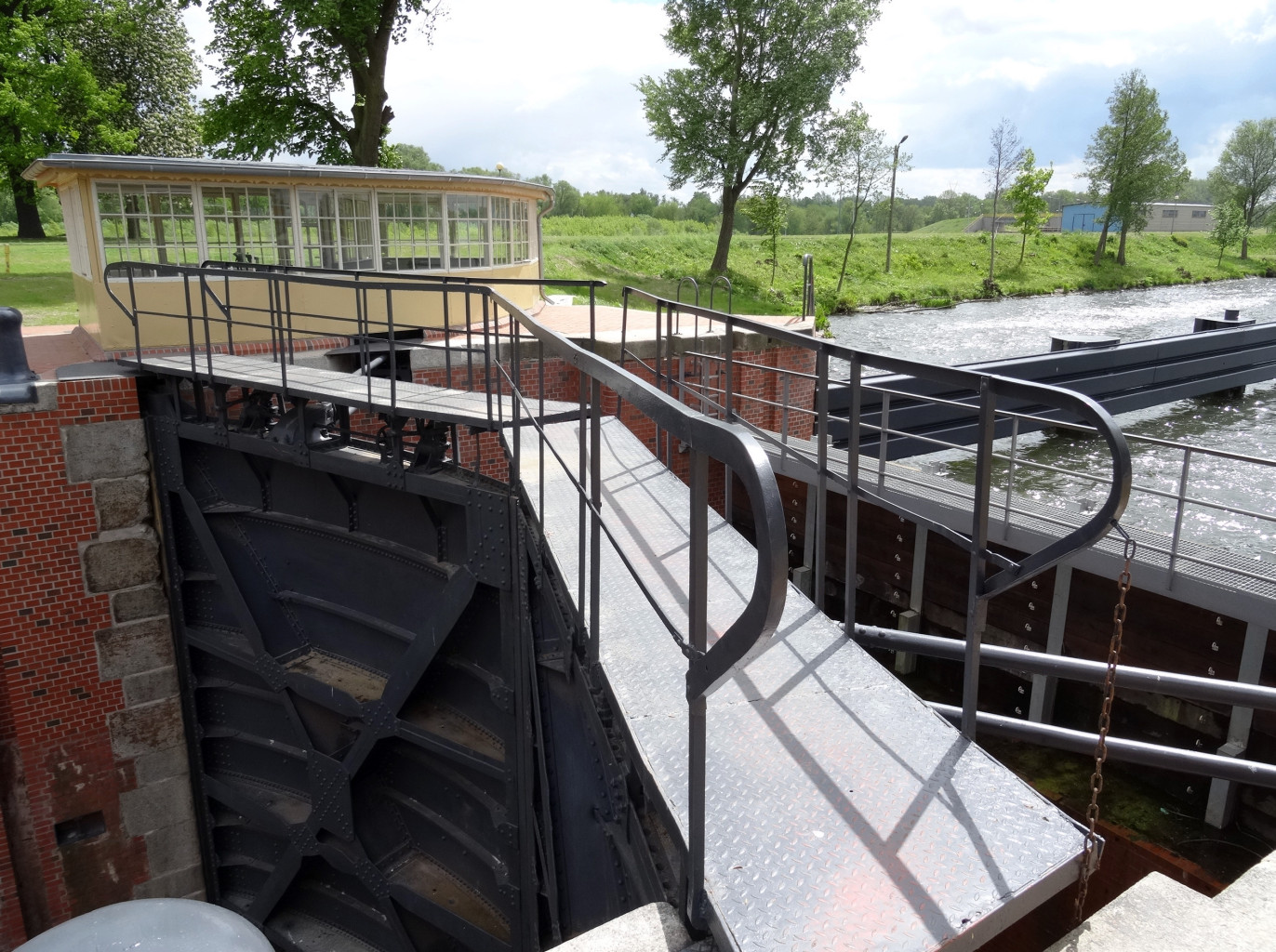
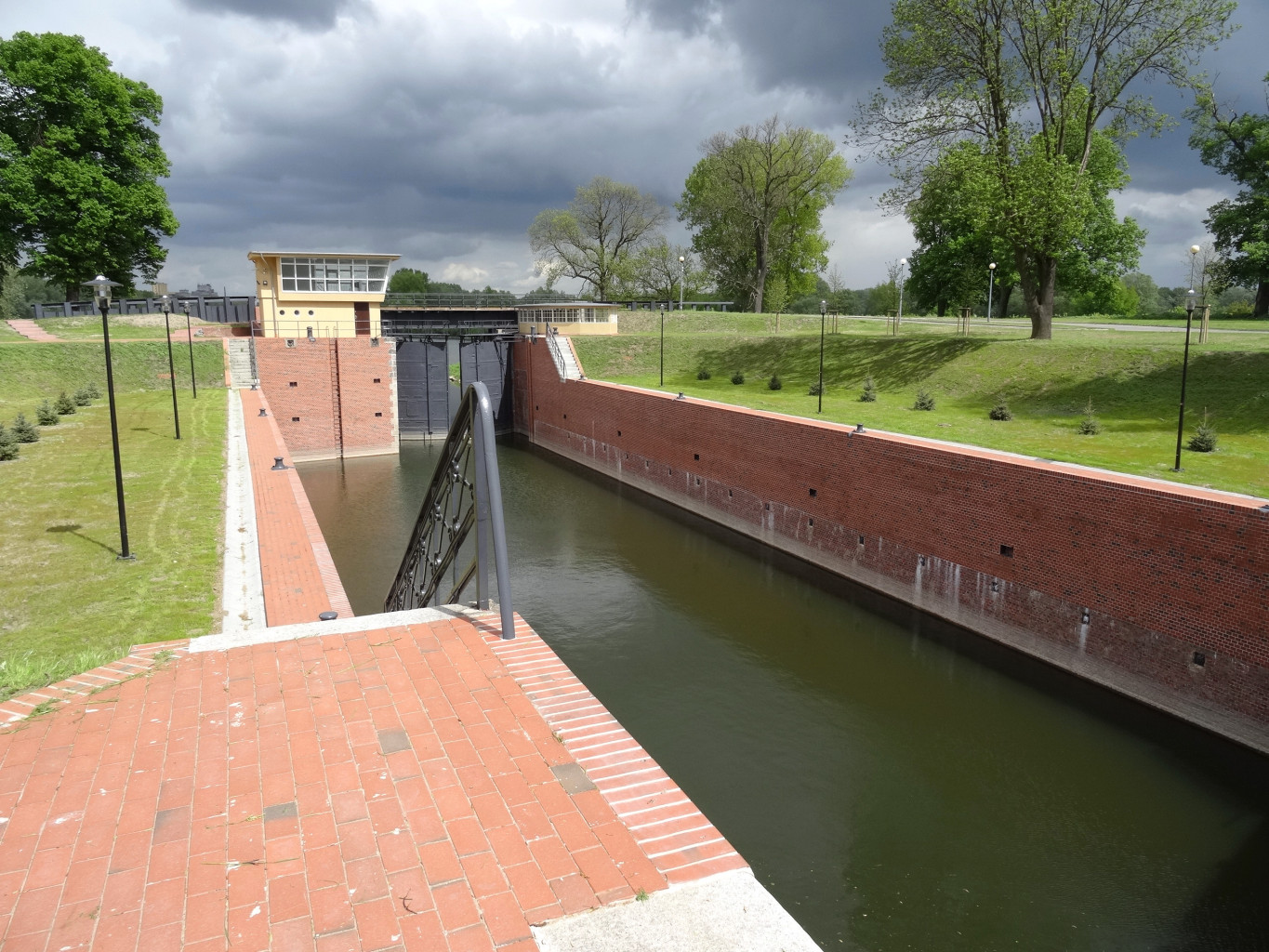
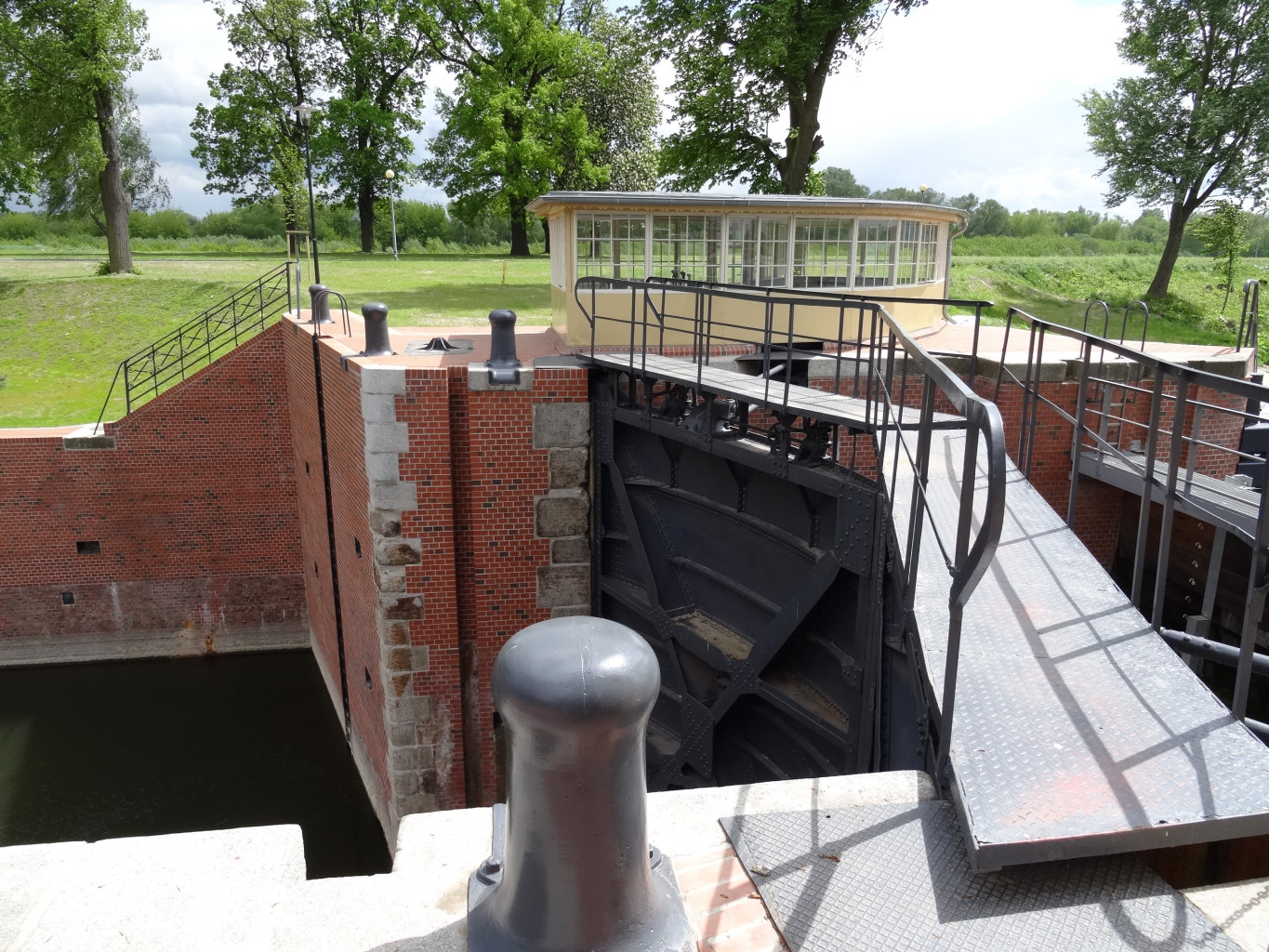
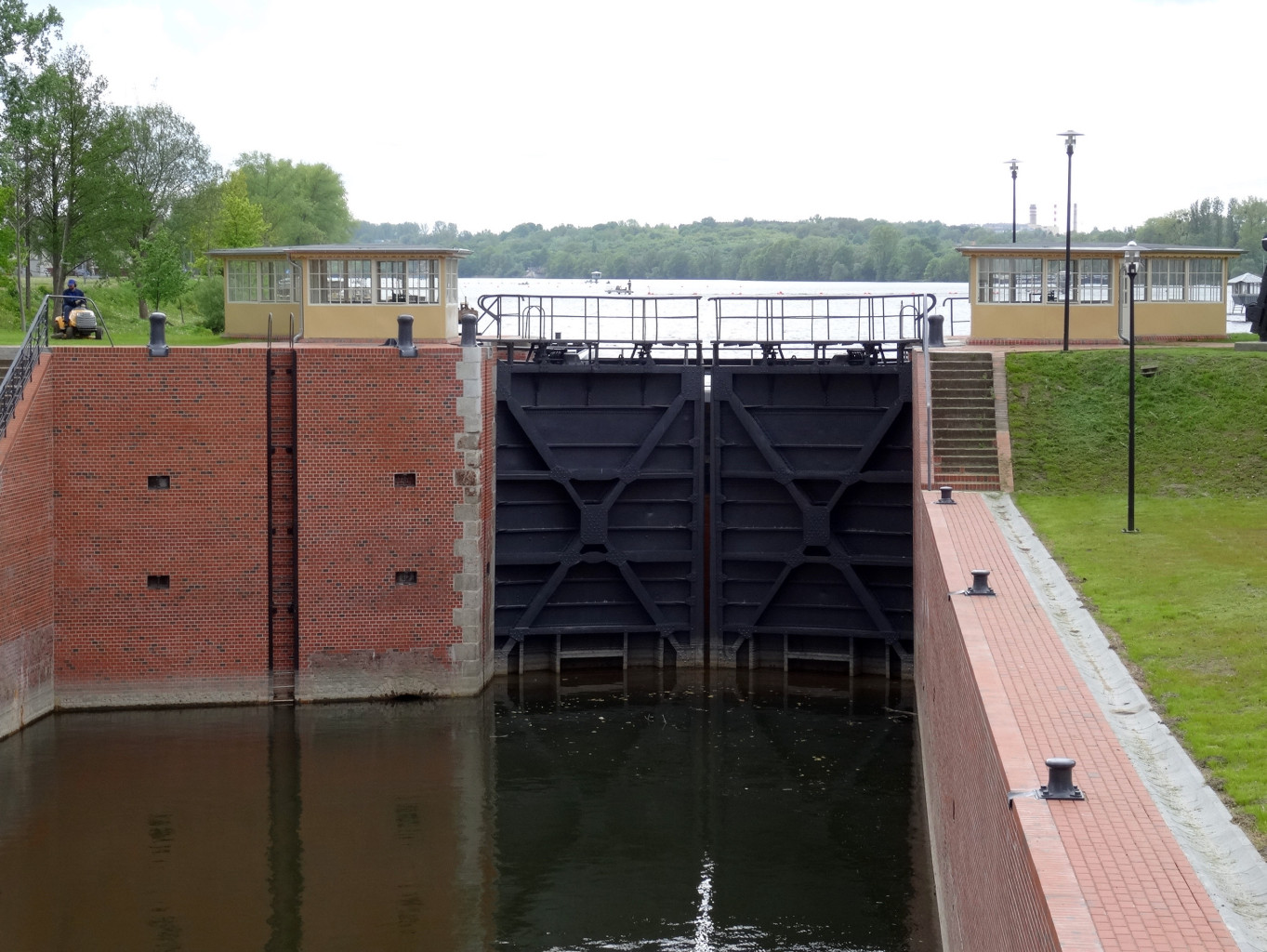